# Michele Dancelli
Michele Dancelli (Castenedolo, Llombardia, 8 de maig de 1942) és un ciclista italià, ja retirat, que fou professional entre 1963 i 1974 i 1976.
Fou un dels ciclistes més destacats del ciclisme italià dels anys seixanta, bon rodador i velocista, però poc amant de les etapes de muntanya. Durant els seus 12 anys com a professional aconseguí 80 victòries, destacant la Milà-Sanremo de 1970 (primera victòria italiana després de 17 anys) i una Fletxa Valona. Fou dues vegades campió d'Itàlia de ciclisme en ruta. Va particiar en 9 edicions del Giro d'Itàlia, guanyant 11 etapes i vestint la maglia rosa de líder durant 14 dies. Al Campionat del Món fou tercer en les edicions de 1968 i 1969.
El 1971 patí una caiguda durant la celebració de la Tirrena-Adriàtica que li provocà una fractura de fèmur. En tornar a córrer el seu nivell no tornà a ser el mateix, retirant-se el 1974, tot i que el 1976 tornà a córrer durant un breu període.

## Palmarès
- 1964
  - 1r al Gran Premi de la Indústria i el Comerç de Prato
  - 1r a la Corsa di Coppi
  - Vencedor d'una etapa al Giro d'Itàlia
- 1965
  -  Campió d'Itàlia en ruta
  - 1r del Giro dels Apenins
  - 1r del Giro dell'Emilia
  - 1r del Giro del Vèneto
  - 1r del Giro de Campània
  - 1r a la Copa Placci
  - 1r al Gran Premi de la Indústria i el Comerç de Prato
  - 1r al Gran Premi Montelupo
  - 1r al Gran Premi de Canes
  - Vencedor de 2 etapes al Giro d'Itàlia
  - Vencedor d'una etapa al Tour de Romandia
- 1966
  -  Campió d'Itàlia en ruta (Giro del Lazio)
  - 1r de la Fletxa Valona
  - 1r del Giro dels Apenins
  - 1r del Giro del Vèneto
  - 1r del Giro de Reggio Calàbria
  - Vencedor d'una etapa al Giro d'Itàlia
  - Vencedor d'una etapa a la París-Niça
- 1967
  - 1r del Giro dels Apenins
  - 1r del Giro dell'Emilia
  - 1r del Giro de Reggio Calàbria
  - 1r de la Copa Sabatini
  - 1r al Gran Premi de la Indústria i el Comerç de Prato
  - 1r al Circuit de Larciano
  - 1r a la Corsa di Coppi
  - Vencedor de 2 etapes al Giro d'Itàlia
- 1968
  - 1r de la París-Luxemburg i vencedor d'una etapa
  - 1r del Giro de Reggio Calàbria
  - 1r al Trofeu Laigueglia
  - Vencedor d'una etapa al Tour de Romandia
  - 3r del Campionat del Món de ciclisme
- 1969
  - Vencedor d'una etapa al Giro d'Itàlia
  - Vencedor d'una etapa del Tour de França
  - Vencedor d'una etapa al Tour de Romandia
  - 3r del Campionat del Món de ciclisme
- 1970
  - 1r de la Milà-Sanremo
  - 1r del Giro del Lazio
  - 1r al Trofeu Laigueglia
  - Vencedor de 4 etapes al Giro d'Itàlia
- 1971
  - Vencedor d'una etapa al Giro de Sardenya
- 1972
  - Vencedor de 2 etapes a la Volta a Suïssa i 1r de la classificació per punts

### Resultats al Giro d'Itàlia
- 1964. 21è de la classificació general. Vencedor d'una etapa
- 1965. 12è de la classificació general. Vencedor de 2 etapes
- 1966. 20è de la classificació general. Vencedor d'una etapa
- 1967. Abandona. Vencedor de 2 etapes
- 1968. 6è de la classificació general
- 1969. 6è de la classificació general. Vencedor d'una etapa
- 1970. 4t de la classificació general. Vencedor de 4 etapes
- 1972. 35è de la classificació general

### Resultats al Tour de França
- 1969. 20è de la classificació general. Vencedor d'una etapa

### Resultats a la Volta a Espanya
- 1967. Abandona